# 981 (číslo)
Devět set osmdesát jedna je přirozené číslo. Římskými číslicemi se zapisuje CMLXXXI a řeckými číslicemi ϡπα´. Následuje po čísle devět set osmdesát a předchází číslu devět set osmdesát dva.

## Matematika
981 je:
- Deficientní číslo
- Složené číslo
- Nešťastné číslo

## Astronomie
- (981) Martina je planetka hlavního pásu, kterou objevil v roce 1917 Sergej Ivanovič Beljavskij
- NGC 981 je spirální galaxie v souhvězdí Velryby

## Roky
- 981
- 981 př. n. l.